# John F. Kane
John F. Kane ist ein Sonderpädagoge.
Kane war bis 2006 Professor für Psychologie und Diagnostik bei Menschen mit geistiger Behinderung an der PH Heidelberg und dortiger Leiter des Instituts für Sonderpädagogik. Seit seinem Eintritt in den Ruhestand arbeitet er als Ranger im Petrified-Forest-Nationalpark in seiner Heimat Arizona und übernimmt regelmäßige Lehraufträge an seiner ehemaligen Hochschule.

## Schriften
- mit Theo Klauß: Die Bedeutung des Körpers für Menschen mit geistiger Behinderung. Winter, 2003, ISBN 3-8253-8304-0.
- mit Gudrun Kane: Geistig schwer Behinderte lernen lebenspraktische Fertigkeiten. Huber, Bern 1984, ISBN 3-456-81249-3.
- Schwere geistige Behinderung und selbstverletzendes Verhalten. In: U. Fischer u. a.: WISTA. Expertenhearing 1993. Wohnen im Stadtteil für Erwachsene mit schwerer geistiger Behinderung. Reutlingen 1994, S. 78–96.
- Behandlung schwerer Verhaltensstörungen bei geistig Behinderten. Literaturübersicht. In: Heilpädagogische Forschung. 2, 1979, S. 143–175.
- Die Förderung von Menschen mit selbstverletzenden Verhaltensweisen. In: Geistige Behinderung. 26, 1987, S. 13–21.